# Saw (kortfilm)
Saw är en nio minuter lång kortfilm skriven av Leigh Whannell, som även spelar huvudrollen, och regisserad av James Wan. Filmen blev senare en av scenerna i långfilmen Saw från 2004.
Handlingen kretsar kring en ung man vid namn David. Han sitter i förhör på en polisstation efter ha lyckats rymma från en grym mördare.